# Euxoa anacosta
Euxoa anacosta är en fjärilsart som beskrevs av Smith 1905. Euxoa anacosta ingår i släktet Euxoa och familjen nattflyn. Inga underarter finns listade i Catalogue of Life.